# 바비아 구라
바비아 구라(폴란드어: Babia Góra, 슬로바키아어: Babia hora, 독일어: Weiberberg 바이베르베르그[*])는 폴란드와 슬로바키아 국경에 위치한 산으로 높이는 1,725m이다.